# Lapovo (selo)
Lapovo (em cirílico: Лапово (село)) é uma vila da Sérvia localizada no município de Lapovo, pertencente ao distrito de Šumadija, na região de Šumadija. A sua população era de 663 habitantes segundo o censo de 2011.

## Demografia
| 1948 | 1953 | 1961 | 1971 | 1981 | 1991 | 2002 | 2011 |
| ---- | ---- | ---- | ---- | ---- | ---- | ---- | ---- |
| 650  | 686  | 738  | 849  | 794  | 825  | 806  | 663  |